# Gabon
Gabon er et land i det vestlige Centralafrika. Landet har kystlinje mod Guineabugten, ligger på Ækvator og grænser til Ækvatorialguinea mod nordvest, Cameroun mod nord og Republikken Congo mod øst og syd. Landets hovedstad hedder Libreville.

## Geografi
Gabon er et relativt lille land i afrikansk sammenhæng og landet ligger centralt placeret, lige under Ækvator. Skønt landets areal er på 268.000 km2 og dermed seks gange så stort som Danmark, så er landet meget tyndt befolket med en samlet befolkning på mindre end 1½ million mennesker. De største byer i landet er Libreville (578.156), Port-Gentil (109.163), Franceville (42.967), Oyem (30.870), Moanda (30.151), Mouila (22.469), Lambaréné (20.714), Tchibanga (19.365), Koulamoutou (16.222) og Makokou (13.571).

### Beliggenhed
Gabon ligger i den sydvestlige del af det afrikanske kontinent. Landet grænser op til Ækvatorialguinea mod nordvest, Cameroun mod nord, Republikken Congo mod øst og syd og Atlanterhavet mod vest. Gabon ligger mellem 2. nordlig breddegrad og 4. sydlig breddegrad.

### Topografi
Landets østlige dele domineres af et bredt indlandsplateau på 500–1.000 meter over havet, hvor floden Ogooué og dens bifloder har gravet lavninger og dale. Plateauet er opbygget af prækambriske bjergarter som granit, gnejs, sandsten og skiffer. Det højeste bjerg på plateauet er Mont Iboundji (972 m.o.h.) i mellemste Gabon.
I vest ligger en kystslette, som i syd er 20–40 kilometer bred. Mod nord udvider kystsletten sig til 120–140 kilometer, og ved Ogooués udløb ved Kap Lopez er den omkring 200 kilometer bred. Cirka 80 kilometer syd for landets nordgrænse skærer Gabonbugten sig dybt ind i landet, næsten til bjergenes fod. Langs kystlinjen findes flere laguner.
Råstoffer i landet er råolie, mangan, diamant, uran, guld, træ, jernmalm, og vandkraft.

### Klima
Gabon ligger i den tropiske klimazone og har et udpræget ækvatorialklima. Temperaturerne er høje hele året med små årstidsvariationer. Libreville har en gennemsnitstemperatur på 24 °C i den koldeste måned (juli) og 27 °C i den varmeste (marts–april). Årsnedbøren varierer mellem 1.500 og 4.000 mm, med størst nedbør langs nordvestkysten. Nedbøren aftager relativt hurtigt mod øst og syd over langs kysten. Der findes to regntider, fra midten af januar til maj og fra oktober til midten af december. I landet findes oprindelig regnskov og en rig flora og fauna.

### Miljø
Nogle af Gabons største miljøproblemer er alt for stor skovhugst og krybskyttejagt.

## Demografi
Befolkningen skønnedes i 2004 at være cirka 1,4 millioner indbyggere, og den årlige befolkningsvækst at være 2,7 % (1991-2001). Gennemsnitslevetiden skønnes til 58,1 år for kvinder og 54,9 år for mænd. Til trods for, at Gabon har høje indkomster og høj gennemsnitlig BNP per indbygger, befinder cirka en fjerdedel af befolkningen sig under fattigdomsgrænsen. Dog har Gabon et bedre udviklet socialt tryghedssystem end de fleste afrikanske lande, med folkepension, sygesikring og arbejdsskadeforsikringer samt støtte til familier med børn. Til trods for, at sundhedssystemet er bedre end i de fleste andre lande i regionen, er børnedødeligheden endnu relativt høj.
- Befolkningens gennemsnitlige alder: 18,5 år (2002)
- Spædbørnsdødelighed: 5,5 % (2003)
- Befolkningens gennemsnitslevetid: 57,1 år (2003)
- Analfabetisme: 35 % af befolkningen ældre end 15 år var analfabeter i 1995.

Gabon er et af Afrikas mest tyndt befolkede lande med cirka 5 indbyggere per km2. Den højeste befolkningstæthed findes ved kysten og langs de store floder. Landets største byer er hovedstaden Libreville og havnebyen i Port-Gentil. Tilsammen udgør befolkningen i dem cirka 35% af den samlede befolkning.
Det største sundhedsproblem er hiv og aids. I 2001 var 9 % af den voksne befolkning smittet eller syg af hiv/aids.

### Etniske grupper
Befolkningen er inddelt i cirka 40 etniske grupper. Den største gruppe er fang, som bor nord for floden Ogooué i landets nordlige og nordvestlige dele, i de sydlige og mellemste dele af landet lever der andre bantutalende folk, inklusive eshira, okandé, adoum og bakota. I skovene lever også et par tusinde babinga (pygmæer) som nomadiserende jægere og samlere.

### Religion
Cirka 87% af befolkningen i Gabon er kristne (2002), og af dem er cirka 55 % katolikker og cirka 18% protestanter. Omkring 14 % tilhører indenlandske kristne kirker. Der findes også muslimer og tilhængere af traditionelle lokale religioner.

### Sprog
Det officielle sprog i Gabon er fransk. De cirka 40 forskellige etniske grupper taler alle deres eget sprog, inklusive et antal bantusprog såsom fang, myene, nzebi, bapounou, bandjabi.

## Historie
Uddybende artikel: Gabons historie
Det bælte af frodig græsningsland, som går gennem Gabon, har under århundreder været et gennemgangsområde for stammer fra Vestafrika til områder syd for ækvator.

### Første beboere
Det er uvist, hvem de første beboere i Gabon var, men de har efterladt sig spor af stenalderværktøj. Omkring 1100 f.Kr. kom pygmæerne til Gabon. Over de næste århundreder kom forskellige bantustammer til området, og deres efterkommere bor stadigvæk i Gabon.
Fra Kameruns indre indvandrede fangfolket, et krigerfolk, der var praktiserende kannibaler så sent som i 1600-tallet. Lederskabet i fanglandsbyer nedarves, og høvdingen regnes som regel for at nedstamme fra landsbyens grundlæggere. Høvdingen er også den åndelige leder, der opnår kontakt med landsbyens forfædre ved at tage masker på. Disse er et vigtigt træk i fangfolkets kunst. De solgte elfenben til europæiske købmænd, som havde oprettet handelspladser langs kysten, og fik i bytte skydevåben og andre varer.

### Opdagelse og første kolonister
De første vesterlændinge, der kom til Gabon, var portugiserne i 1472. De oprettede handelsstationer langs kysten, hvorfra de sendte slaver til deres kolonier på den anden side af Atlanterhavet. Igennem det 16. og 17. århundrede oprettede Storbritannien, Frankrig og Holland også handelsstationer langs kysten og sendte endnu flere slaver til deres oversøiske kolonier.

### Fransk kolonisme
Gabon blev et fransk protektorat i 1840'erne, da gabonesiske høvdinger underskrev traktater med Frankrig. Det betød, at Gabon slap for slavehandelen, til gengæld fik Frankrig monopol på handel fra Gabon, blandt andet elfenben, sjældne træsorter og med europæernes ankomst også plantager, hvor der blev dyrket kaffe og bomuld. I 1849 grundlagde franskmændene Libreville som en koloni for frigivne slaver efter samme mønster som englændernes Freetown i Sierra Leone. Samtidig oplevede Gabon omkring 1850'erne en tilstrømning af kolonister, blandt andet blev tidligere slaver, som franskmændene havde befriet, sendt til Gabon. Frankrig annekterede formelt Gabon i 1885, og sammen med tre andre kolonier blev det i 1910 medlem af føderationen Fransk Ækvatorialafrika. Ved århundredeskiftet led landet alvorligt under franske handelskompagniers udnyttelse, men efter 1910 afskaffedes de værste misforhold. Franskmændene begyndte at udnytte koloniens rige råstofressourcer, især voksede mahognyeksporten.

### Uafhængighed
I kolonialtidens slutfase opløstes Fransk Ækvatorialafrika, og Gabon blev selvstændigt pr. 17. august 1960. Præsidenterne Léon M'ba (1960-1967) og Omar Bongo (1967-2009) beholdt en lille fransk troppestyrke i landet, hvilket blandt andet bidrog til, at et statskup kunne afværges i 1964.
Regeringens konservative, profranske holdning har fremmet betydelige udenlandske investeringer, dels fra private virksomheders dels fra den franske regerings side og fra Verdensbanken. Gabons næringsliv er udviklet hurtigt i forbindelse med udnyttelsen af landets mangan-, jernmalms-, olie- og uranressourcer. Gabon er en et-parti-stat, hvor den tidligere præsident, Omar Bongo, frem til sin død i 2009, havde en meget stærk stilling. Frem til 1990-erne styredes Gabon af enevældige præsidenter. I 1991 blev vedtaget en ny grundlov, ifølge hvilken flere partier blev tilladte og mere demokratiske valg kunne afholdes. Nu er Gabon et af de mere udviklede lande i Afrika, takket være en lille befolkning, rige råstoffer og støtte fra udlandet.

## Administrativ inddeling
Gabon er inddelt i 9 provinser, som videre er delt ind i 37 departementer.
1. Estuaire
2. Haut-Ogooué
3. Moyen-Ogooué
4. Ngounié
5. Nyanga
6. Ogooué-Ivindo
7. Ogooué-Lolo
8. Ogooué-Maritime
9. Woleu-Ntem

## Økonomi
Jordbrug sysselsætter halvdelen af befolkningen, men det giver et lille afkast og kan ikke brødføde befolkningen, så levnedsmidler må importeres. Eksportafgrøder er kaffe, kakao og palmeolie. Skovbruget, som spiller en stor rolle, giver tropiske træsorter (bl.a. gabon). Gabons kraftige økonomiske vækst i 1960- og 70-erne skyldtes fortrinsvis en hurtig udvikling af den udenlandsk dominerede mine- og olieindustri. Olie udvindes ved kysten. Mangan- og jernmalmforekomsterne er blandt verdens, rigeste og Gabon har store reserver af uran. Industrien er, lige som infrastrukturen (veje, jernbaner), dårligt udviklet, men eksportinkomsterne har skabt en relativ velstand i landet. De økonomiske forbindelser med Frankrig er vigtige.
Gabons indkomst per indbygger er fire gange større end gennemsnittet for afrikanske lande syd for Sahara, men efter som indkomstforskellen mellem fattige og rige er stor, er fattigdom fortsat udbredt.
Olie blev opdaget på havbunden i 1970-erne, og nu står oliebranchen for halvdelen af landets BNP. Man eksporterer tillige mangan og tømmer. Trods naturressourcerne har Gabon haft problemer med økonomien, især beroende på en dårlig finansøkonomi. En stor devaluering i midten af 1990-erne førte til en inflation på 35 %, men finansiel hjælp fra Verdensbanken og Frankrig afværgede den negative udvikling.
65% af landets elektricitet produceres ved vandkraft og resten med fossile brændstoffer, så som olie.